# Largo Coração de Jesus (São Paulo)
A rua Largo Coração de Jesus é um dos tradicionais endereços da cidade de São Paulo, localizado no bairro Campos Elíseos, próximo ao bairro Barra Funda. A Largo Coração de Jesus está localizada entre as Alameda Dino Bueno e Alameda Barão de Piracicaba. O Santuário do Sagrado Coração de Jesus se encontra nesta rua.

## História
Um dos primeiros bairros tradicionais da cidade de São Paulo, fundado em meados de 1898, hoje abriga alguns sobrados antigos, deteriorados pelo pesar dos anos.  A rua leva esse nome devido à proximidade com a Paróquia Santuário Sagrado Coração de Jesus, localizada na rua vizinha, Alameda Glete.

## Atualmente
A rua Largo Coração de Jesus hoje tem seus patrimônios tombados. O que antes era uma rua residencial atualmente abriga alguns comércios locais como pequenas mercearias e bares.